# Germania (flygbolag)
Germania Fluggesellschaft mbH var ett tyskt flygbolag med bas på Berlin Tegel flygplats i Berlin, Tyskland. Flygbolagets huvudkontor låg i Berlin.
Den 5 februari 2019 ansökte bolaget om konkurs.

## Historia
Germania grundades som Special Air Transport (SAT) år 1978 och inledde flygningar den 5 september 1978 med en Fokker F-27. I november 1978 köpte bolaget en Sud Aviation Caravelle från LTU, som ersattes av två Boeing 727-100 från Hapag-Lloyd Flug (numera TUIfly) år 1985.
Våren 1986 grundades Germania Fluggesellschaft mbH som efterträdare till SAT. I många år bestod Germanias största trafik av att flyga charter åt TUI, Condor och Neckermann Reisen. År 1992 vann Germania upphandlingen av flygningen mellan den gamla och den nya huvudstad i Tyskland (Bonn och Berlin) på uppdrag av den tyska regeringen.
I juni 2003 började Germania att erbjuda biljetter direkt till passagerare under varumärket Germania Express (gexx). Efter ett köp av en 64% andel i dBA (sedermera en del av Air Berlin) den 28 mars 2005, hyrde Germania ut 12 Fokker 100-flygplan till dBA. Efter att dBA flugit all trafik åt Germania under ett antal år började bolaget åter trafikera egna linjer sommaren 2008.

## Destinationer
- Tyskland
  - Berlin (Berlin Tegel flygplats)
  - Düsseldorf (Flughafen Düsseldorf International)
  - München (Münchens flygplats)
  - Stuttgart (Stuttgarts flygplats)
- Kosovo
  - Pristina (Pristinas internationella flygplats)
- Syrien
  - Aleppo (Aleppo International Airport)
  - Damaskus (Damascus International Airport)

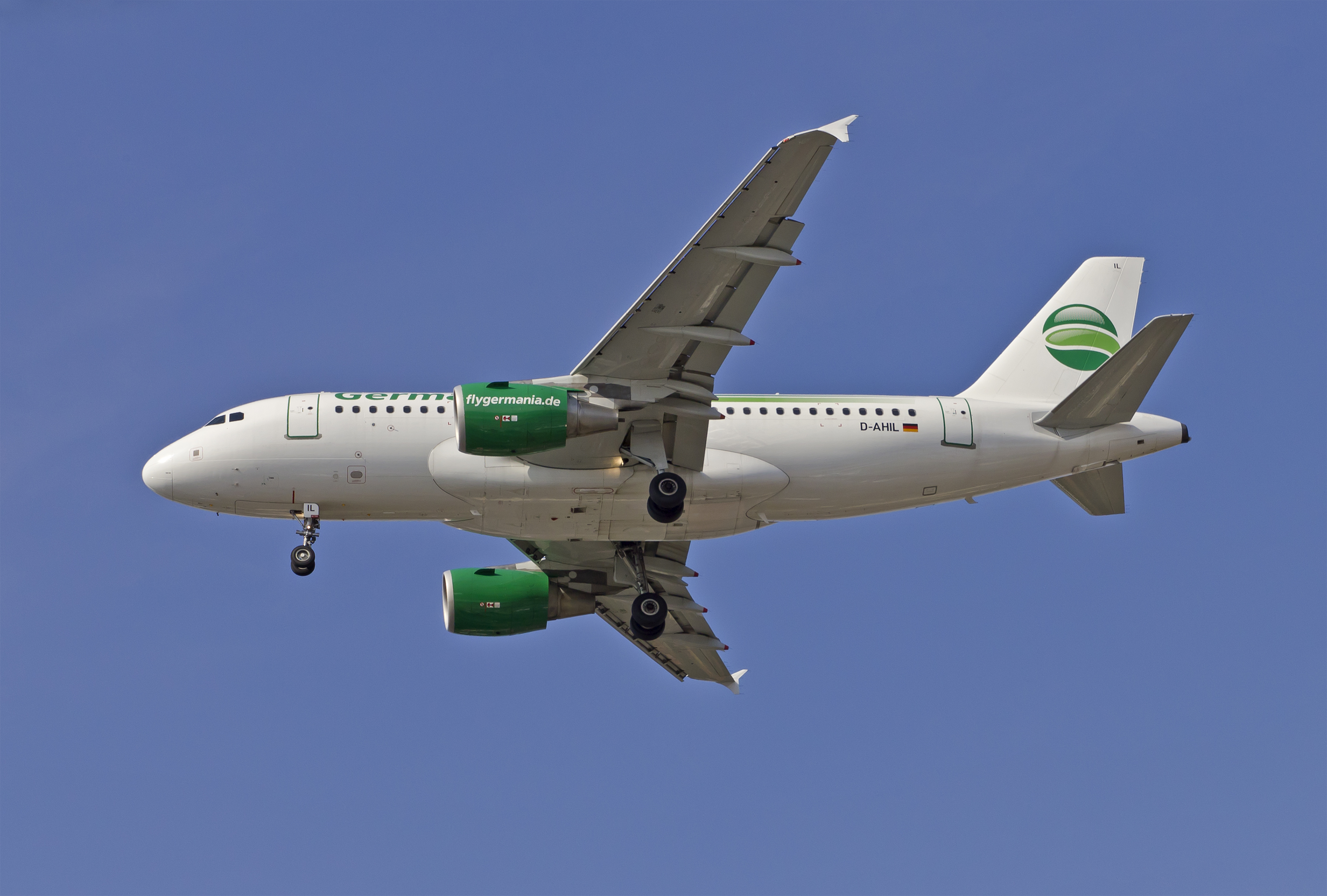
A Germania Airbus A319 (2011)

Libanon Beirut 